# 中央党 (ノルウェー)
中央党（ちゅうおうとう、ノルウェー語: Senterpartiet）は、1920年に設立されたノルウェーの中道政党。党の政策は19世紀から20世紀にかけての如何なるイデオロギーにも基づかないものの、脱中央集権的な経済発展や政治的意思決定の維持を重点に置く。結党から2000年までは非社会主義政権にのみ与党入りしてきたが、2005年にこれまでの方針を変更し赤緑連合政権の与党となった。また、1972年以降はノルウェーの欧州連合への加盟に断固として反対している。

## 歴史
1921年に実施されるノルウェー議会（ストーティング）選挙に向け、前年の6月17日から19日にかけて開かれた全国集会において結党。当初はノルウェー農民組合を名乗っていたが、1922年にはノルウェー農業協会へ改名すると同時に農民党が政治活動の母体として分離独立する。
中央党が農業組織の政治部門として創られて以来80年間、大きく変化してきた。結党後ほんの数年のうちに、ヨーロッパの他の中央党と同様、農業政策のみから脱中央集権に基づく政策を展開した。しかし、1930年代から戦後にかけては、ファシスト勢力と連立政権入りへの交渉を行う（交渉は途中で断念）など、党史上論争の多い時代となった。
1959年にはノルウェー民主党と名を変えるも、選挙戦略が困難となるとの理由から一旦は農民党に戻した上で、同年6月に現党名へ改称する。これは、農業人口の継続的な減少に伴い新たな選挙母体を呼び込む必要に迫られたからである。
地方選挙においては中小都市で強い支持を受けており、2007年の選挙では83名の党員市長が当選を果たした。労働党には党員市長の数では引けを取るものの、中央党は党規模に比してどの党よりも多くの市長を有する。
1930年から2000年までに7つの非社会主義政権で与党となり、うち3つの政権では党から首相を輩出。しかし2005年の選挙で、労働党や社会主義左翼党と共に赤緑連合（中央党は「緑」）を組み大勝した結果、労働党党首イェンス・ストルテンベルク率いる連立政権への参加を目的に交渉を行った。一連の交渉は成功を収め同年10月17日、第2次ストルテンベルク連立内閣に参画した。2009年の選挙でも赤緑連合は低迷する保守・中道勢力を尻目に支持を伸ばし再選。